# Cartagena (Roman)
Cartagena ist ein Roman der uruguayischen Schriftstellerin Claudia Amengual. Er erschien erstmals 2015 in spanischer Sprache und behandelt die Midlife-Crisis als Thema.
Der kolumbianische Schriftsteller Gabriel García Márquez erscheint hier als Figur.

## Auszeichnungen
- Herralde-Romanpreis 2014: Finalist[4] (Editorial Anagrama).[5]

## Ausgaben
- Cartagena. Alfaguara, Montevideo 2015, ISBN 978-9974-723-61-0.